# 共和站 (米蘭地鐵)
共和站（義大利語：Repubblica）是米蘭地鐵3號線的一個地下車站，自1984年開工，在1990年啟用。車站名稱來自於附近的共和廣場。共和站共有兩條軌道，一個島式月台。車站附近有眾多高檔酒店。
 维基共享资源上的相關多媒體資源：共和站